# Arnold Othmar Wieland
L'abate Arnold Othmar Wieland, O.T. (Renon, 1º agosto 1940) è stato il 64º Gran maestro e Abate generale dell'Ordine teutonico dal 1988 al 2000, divenendone poi Gran maestro emerito.

## Onorificenze
| Controllo di autorità | VIAF (EN) 107687367 · Europeana agent/base/153860 · GND (DE) 1105780996 |